# Donick Cary
Pour les articles homonymes, voir Cary.
Donick Cary est un scénariste, producteur et réalisateur américain. Il est principalement connu pour son travail sur les séries télévisées Late Night with David Letterman, Late Show with David Letterman, Les Simpson et Lil' Bush, qu'il a créées.

## Filmographie

### Scénariste

#### Pourles Simpson
| Année | Titre                                                 | Titre original                                             | Saison | Épisode | Réalisateur                  |
| ----- | ----------------------------------------------------- | ---------------------------------------------------------- | ------ | ------- | ---------------------------- |
| 1997  | Je crois en Marge                                     | In Marge We Trust                                          | 8      | 22      | Steven Dean Moore            |
| 1997  | Fou de foot                                           | Bart Star                                                  | 9      | 6       | Dominic Polcino              |
| 1998  | La Dernière Tentation de Krusty                       | The Last Temptation of Krust                               | 9      | 15      | Mike B. Anderson             |
| 1998  | Simpson Horror Show IX - La Moumoute tueuse           | Treehouse of Horror IX - Hell Toupée                       | 10     | 4       | Steven Dean Moore            |
| 1998  | Hippie Hip Hourra !                                   | D'oh-in in the Wind                                        | 10     | 6       | Mark Kirkland Matthew Nastuk |
| 1999  | Le Pire du Soleil-Levant                              | Thirty Minutes over Tokyo                                  | 10     | 23      | Jim Reardon                  |
| 1999  | Simpson Horror Show X - Je sais ce que vous avez fait | Treehouse of Horror X - I Know What You Diddily-Iddily-Did | 11     | 4       | Pete Michels                 |

#### Autre
- 1992-1993 : Late Night with David Letterman (26 épisodes)
- 1993-1996 : Late Show with David Letterman (220 épisodes)
- 1995 : Late Show with David Letterman: Video Special
- 1995 : 67e cérémonie des Oscars
- 1996 : Late Show with David Letterman: Video Special II
- 2000 : Dear Doughboy
- 2002 : Voilà ! (2 épisodes)
- 2004-2005 : Les Sauvages (3 épisodes)
- 2005 : The Ron White Show (en)
- 2005 : Earth to America (en)
- 2007-2008 : Lil' Bush (14 épisodes)
- 2009-2010 : Bored to Death (4 épisodes)
- 2011 : Traffic Light (2 épisodes)
- 2011-2012 : New Girl (4 épisodes)
- 2012 : Best Friends Forever (1 épisode)

### Réalisateur
- 2007-2008 : Lil' Bush (15 épisodes)

### Producteur
- 1997-2000 : Les Simpson (52 épisodes)
- 2001-2002 : Voilà ! (12 épisodes)
- 2004-2005 : Les Sauvages (11 épisodes)
- 2005 : The Ron White Show (en)
- 2007 : The Naked Trucker and T-Bones Show (en) (1 épisode)
- 2007-2008 : Lil' Bush (17 épisodes)
- 2009-2010 : Bored to Death (10 épisodes)
- 2010-2011 : Funny or Die Presents… (3 épisodes)
- 2011 : Traffic Light (11 épisodes)
- 2011-2013 : New Girl (24 épisodes)
- 2012 : Best Friends Forever (6 épisodes)

### Acteur
- 2007 : The Naked Trucker and T-Bones Show (en) : l'ours (1 épisode)
- 2007-2008 : Lil' Bush : Lil' Cheney (16 épisodes)
- 2013 : Parks and Recreation : Vern Palletta (1 épisode)